# Ancistrocerus trichionotus
Ancistrocerus trichionotus är en stekelart som beskrevs av Cameron 1905. Ancistrocerus trichionotus ingår i släktet murargetingar, och familjen Eumenidae. Inga underarter finns listade i Catalogue of Life.